# KX Возничего
KX Возничего (лат. KX Aurigae) — двойная звезда в созвездии Возничего на расстоянии (вычисленном из значения параллакса) приблизительно 2766 световых лет (около 848 парсеков) от Солнца. Видимая звёздная величина звезды — от +17,7m до +16,7m.

## Характеристики
Первый компонент — эруптивная орионова переменная звезда (INS:).